# Lagoa de Saquarema

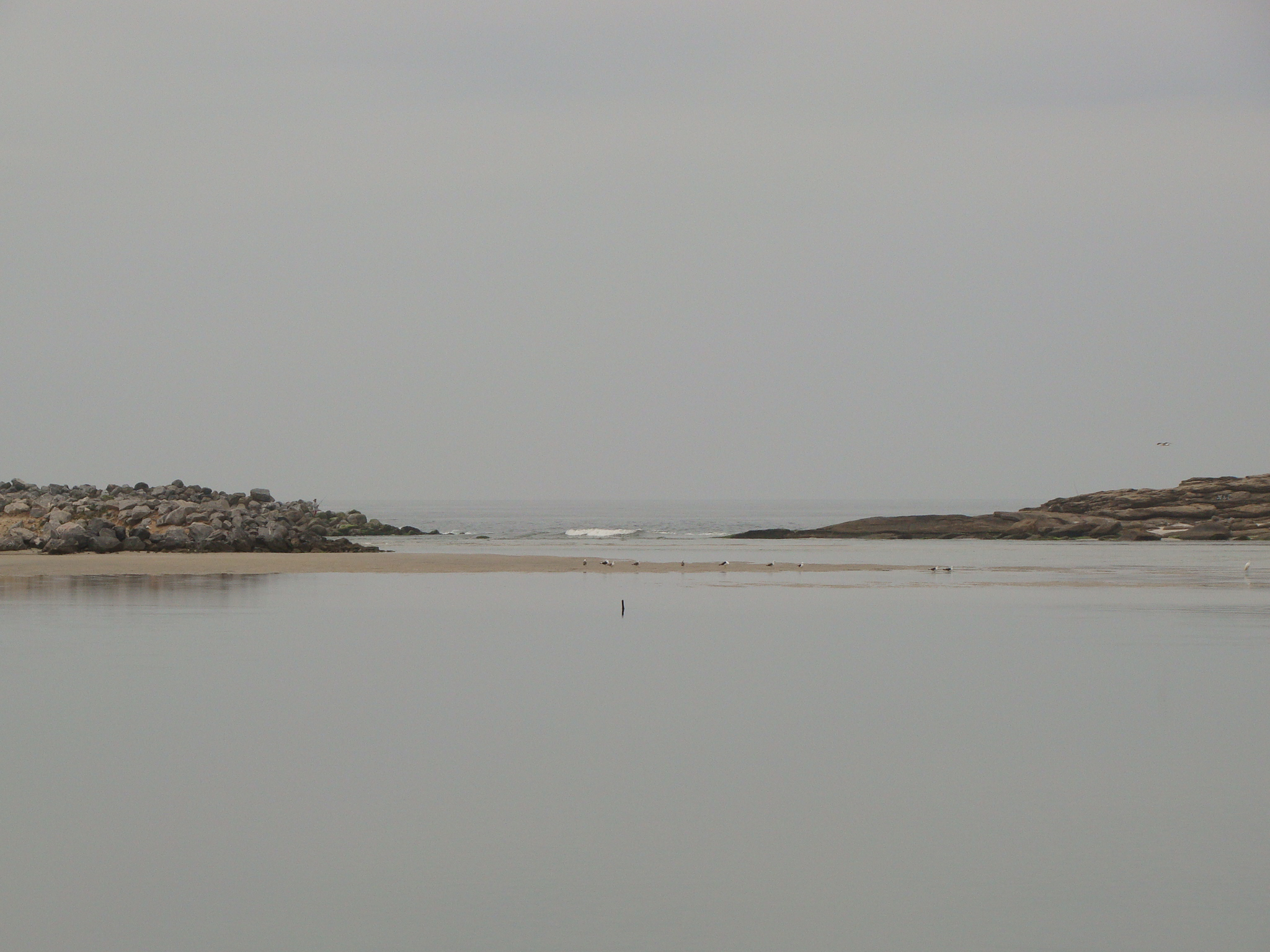
Barra da lagoa

A Lagoa de Saquarema (tupi: Socó-rema, «socó fedorento»)? é uma massa de água hipersalina. Situa-se no município de Saquarema, na Região dos Lagos, no estado do Rio de Janeiro, no Brasil. 

## Características
É própria para banho, pesca e esportes náuticos. Recentemente, foi feita a ligação permanente da lagoa com o mar através da Barra Franca, para que, deste modo, pudesse ser feito normalmente o controle e a regulação do sistema lagunar.
Através da lagoa, 3 por cento da população de Saquarema obtém o seu sustento através da pesca artesanal. A Lagoa de Saquarema já foi uma grande produtora de pescados e crustáceos. Espera-se que, com a ligação permanente com o mar (que permite, assim, uma maior oxigenação) e, também, com o tratamento do esgoto que é lançado na lagoa (principalmente o do Rio Bacaxá, que é o principal agente poluidor da lagoa), a Lagoa de Saquarema retorne aos tempos de outrora, quando era possível os pescadores, em apenas uma noite, garantir o sustento para uma semana ou mais.